# Благовещенская Гора
Благовещенская Гора — село Ростовского района Ярославской области, входит в состав сельского поселения Семибратово. 

## География
Расположено в 29 км на юг от центра поселения посёлка Семибратово и в 25 км на юго-восток от Ростова.

## История
Церковь в селе построена в 1827 году одновременно с колокольней, в 1865 году устроена вокруг церкви и кладбища каменная с железными решетками и крышей ограда. В церкви существовали следующие престолы: Благовещения Пресвятой Богородицы и архистратига Михаила. До каменной существовали преемственно две деревянные церкви. О времени их основания никаких письменных сведений не осталось. Разрушена в конце 1980-х годов. 
В конце XIX — начале XX село входило в состав Ворожской волости Ростовского уезда Ярославской губернии. В 1885 году в селе было 19 дворов.
С 1929 года село входило в состав Лазарцевского сельсовета Ростовского района, с 1954 года — в составе Угодичского сельсовета, с 2005 года — в составе сельского поселения Семибратово.

## Население
| 1859 | 1914 | 2007 | 2010 |
| ---- | ---- | ---- | ---- |
| 109  | ↗140 | ↘5   | ↗8   |

## Достопримечательности
В селе расположена действующая деревянная Церковь Благовещения Пресвятой Богородицы (1998).